# Скажений бик
«Скаже́ний бик» (англ. Raging Bull) — американська біографічна спортивна драма 1980 року режисера Мартіна Скорсезе з Робертом Де Ніро, Джо Пеші, Кеті Моріарті, Ніколасом Коласанто, Терезою Салданою та Френком Вінсентом у головних ролях. Фільм є адаптацією мемуарів колишнього чемпіона світу з боксу в середній вазі Джейка Ламотти 1970 року «Скажений бик: Моя історія». Фільм розповідає про кар'єру Ламотти, якого грає Де Ніро, його злети й падіння на боксерській арені, а також про його бурхливе особисте життя, сповнене гніву і ревнощів.
Скорсезе спочатку неохоче брався за розробку проєкту, однак врешті-решт він перейнявся історією Ламотти. Пол Шредер переписав перший сценарій Мардіка Мартіна, а Скорсезе і Де Ніро разом зробили свій внесок у подальшу роботу без зазначення авторства. Пеші був невідомим актором до зйомок фільму, як і Моріарті, яку Пеші запропонував на роль дружини головного героя. Під час основних зйомок, кожна з боксерських сцен була поставлена під певний візуальний стиль, і Де Ніро набрав приблизно 27 кг, щоб зіграти Ламотту в його пізніші постбоксерські роки. Скорсезе був вимогливим у процесі монтажу та зведення фільму, очікуючи, що це буде його остання повнометражна робота.
Прем'єра «Скаженого бика» відбулася в Нью-Йорку 14 листопада 1980 року, а на екрани кінотеатрів він вийшов 19 грудня 1980 року. Фільм зібрав у прокаті 23,4 мільйона доларів при бюджеті в 18 мільйонів доларів. Після виходу на екрани фільм отримав змішані відгуки; хоча гра Де Ніро та монтаж отримали широке визнання, він викликав критику через свій насильницький зміст. Попри неоднозначні відгуки, фільм був номінований на вісім нагород Американської кіноакадемії на 53-й церемонії вручення премії «Оскар» (разом із «Людиною-слоном» як найбільш номінований фільм церемонії), у тому числі за найкращий фільм і найкращу режисуру, і виграв дві: за найкращу чоловічу роль для Де Ніро (його другий «Оскар») і за найкращий монтаж.
З часом, фільм отримав позитивне визнання з боку критиків і тепер вважається одним із найкращих фільмів, коли-небудь знятих. У 1990 році він став першим фільмом, який Бібліотека Конгресу США відібрала для збереження в Національному реєстрі фільмів як «культурно, історично чи естетично значущий», а Американський інститут кіномистецтва поставив його на четверте місце серед найвидатніших американських фільмів усіх часів.
На 1 березня 2024 року фільм займав 168-му позицію у списку 250 кращих фільмів за версією IMDb.

## Сюжет
Фільм знято за мотивами мемуарів «Скажений бик: Моя історія» відомого американського боксера італійського походження, чемпіона світу Джейка Ламотти
Сюжет побудовано як спогади постарілого Джейка в 1960-х роках про розквіт і кінець своєї блискучої кар'єри на боксерському рингу. Своє прізвисько Джейк отримав за неприборканий бійцівський дух і скажений норов, який також випробували на собі його близькі. Фільм оповідає про непрості взаємини Джейка зі своїм братом, промоутером і тренером Джої та дружиною Вікі.

## У ролях
| Актор             | Персонаж           |
| ----------------- | ------------------ |
| Роберт Де Ніро    | Джейк Ламотта      |
| Джо Пеші          | Джої Ламотта       |
| Кеті Моріарті     | Вікі Ламотта       |
| Френк Вінсент     | Салвія Баттс       |
| Тереза Салдана    | Ленор Ламотта      |
| Ніколас Коласанто | Томмі Комо         |
| Колі Уоллес       | Джо Луїс           |
| Джонні Барнс      | Шугар Рей Робінсон |
| Білл Ханрахан     | Едді Іган          |
| Маріо Гало        | Маріо              |
| Мартін Скорсезе   | Барбізон           |
| Джон Туртурро     | людина за столом   |

## Нагороди та номінації

### Нагороди
- 1981 — дві премії «Оскар»: найкращий актор (Роберт Де Ніро), найкращий монтаж (Тельма Шунмейкер)
- 1982 — дві премії Британської кіноакадемії: найкращий монтаж (Тельма Шунмейкер), найкращий новачок у провідній ролі (Джо Пеші)
- 1981 — премія «Золотий глобус» найкращому драматичному акторові (Роберт Де Ніро)
- 1980 — дві премії Національної ради кінокритиків США: найкращий актор (Роберт Де Ніро), актор другого плану (Джо Пеші)

### Номінації
- 1981 — 6 номінацій на премію «Оскар»: найкращий фільм (Роберт Чартофф, Ірвін Вінклер), режисер (Мартін Скорсезе), актор другого плану (Джо Пеші), актриса другого плану (Кеті Моріарті), операторська робота (Майкл Чепмен), звук
- 1982 — дві номінації на премію Британської кіноакадемії: найкращий актор (Роберт Де Ніро), найкращий новачок у провідній ролі (Кеті Моріарті)
- 1981 — номінація на премію Гільдії режисерів США за видатний режисерський внесок (Мартін Скорсезе)
- 1981 — 6 номінацій на премію «Золотий глобус»: найкраща драма, режисер (Мартін Скорсезе), актор другого плану (Джо Пеші), актриса другого плану (Кеті Моріарті), сценарій (Пол Шредер, Мардік Мартін), нова зірка року (Кеті Моріарті)

## Цікаві факти
- Заради правдоподібного зображення головного героя Роберту Де Ніро довелося піти на справжній професійний подвиг. Під час зйомок він набрав понад 20 кг ваги для того, щоб зобразити постарілого й роздутого Ламотту після закінчення кар'єри.[5]
- Фільм займає перше місце в списку серед 10 найкращих фільмів про спорт за версією AFI і четверте місце у загальному списку 100 найкращих американських фільмів за версією AFI 2007 року.
- Подивившись картину, Ламотта зізнався, що вона змусила його зрозуміти, якою жахливою людиною він був.
- У первинному варіанті сценарію була сцена, в якій Ламотта мастурбував у своїй тюремній камері.